# Jasienica (stacja kolejowa)
Jasienica (ukr. Ясениця) – stacja kolejowa w miejscowości Jasienica Zamkowa, w rejonie samborskim, w obwodzie lwowskim, na Ukrainie. Położona jest na linii Sambor – Czop.

## Historia
Stacja została otwarta w 1905, gdy tereny te należały do Austro-Węgier. Z tego okresu zachował się budynek stacyjny w stylu galicyjskim. W okresie międzywojennym stacja nosiła nazwę Jasienica Zamkowa.